# Glaucothrips glaucus
Glaucothrips glaucus är en insektsart som först beskrevs av Bagnall 1914.  Glaucothrips glaucus ingår i släktet Glaucothrips och familjen smaltripsar. Inga underarter finns listade i Catalogue of Life.